# Wanderer Werke AG
‌
Pour les articles homonymes, voir Wanderer.
Wanderer Werke AG est une firme allemande fabriquant des automobiles, des motocyclettes, des bicyclettes, et des machines-outils, établie à Chemnitz en Saxe. Créée en 1885 par Winklhofer et Jaenicke sous le nom de Chemnitzer-Velociped-Depot Winklhofer & Jaenicke. La firme construit des voitures civiles sous la marque Wanderer jusqu'en 1941, et des véhicules militaires jusqu'en 1945.

## Histoire[1]
Créée en 1885 pour fabriquer des vélos, la firme adopte le nom de Wanderer (« Nomade ») pour ses bicyclettes dès 1887.
En 1896, la firme prend le nom de Wanderer Fahrradwerke AG (Fabrique de bicyclettes Wanderer) le 5 mai.
En 1900, commence la fabrication de machines-outils, et en 1902, de motocyclettes. En 1904, elle fabrique également des machines à écrire vendues sous la marque Continental.
En 1905, commencent les premiers essais de conception automobile et au 15 janvier 1908 la firme devient Wanderer Werke AG, abandonnant la référence aux bicyclettes dans son nom.
En 1913, commence la production en série d'automobiles Wanderer. En 1918 la firme avait construit plus de 10 000 motos et 2 000 voitures. L'automobile Puppchen (la « poupée »), coûtait alors 4 000 marks.

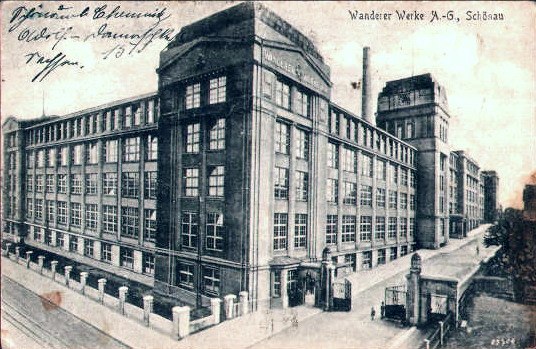
Bâtiment de l'entreprise en 1920.

En 1926, la Wanderer W 10, équipée d'un quatre-cylindres de 30 ch, est mise sur le marché. Ce modèle sera disponible jusqu'en 1932 sous de nombreuses versions.
En 1928, sort la nouvelle six-cylindres Type W 11.
En 1929, la production de motocyclettes diminue, les ateliers sont vendus à NSU et à la firme tchèque Janacek. La firme Jawa (Janacek/Wanderer), est créée à Prague.
En 1931, Ferdinand Porsche développe une génération de moteurs modernes à six-cylindres pour Wanderer Werke AG.

### Auto Union
Au début des années 1930, alors que Daimler-Benz (constructeur des Mercedes) affiche une santé florissante, les petits constructeurs allemands souffrent gravement de la crise.
Jörgen Skafte Rasmussen a alors l'idée, en 1932, de fédérer quatre marques automobiles allemandes sous le sigle Auto Union AG.
Ce consortium de quatre marques regroupe alors Audi, DKW et Horch avec Wanderer. Toutes ces marques utilisaient le logo des quatre anneaux signifiant les quatre marques.
Auto Union est ensuite reprise successivement par Daimler-Benz en 1957, puis par Volkswagen en 1964.

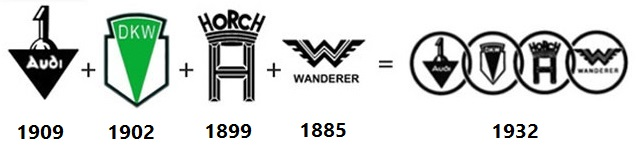
1932 à 1949.
1949 à 1969.

## Logo

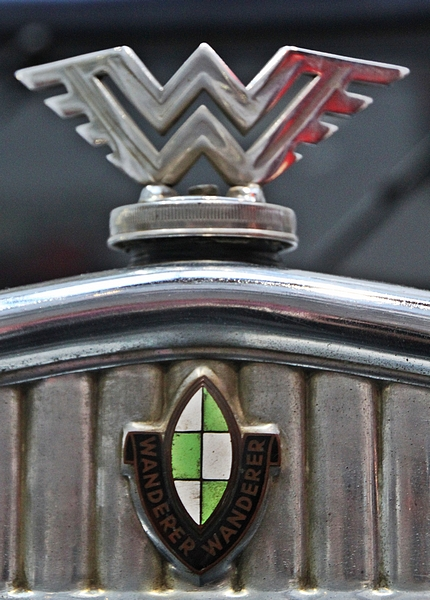

## Galerie

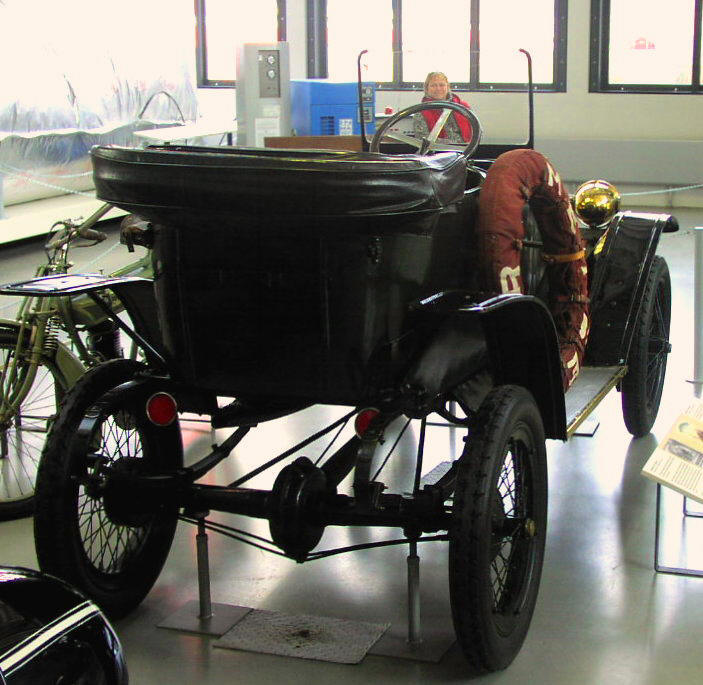
Une Puppchen
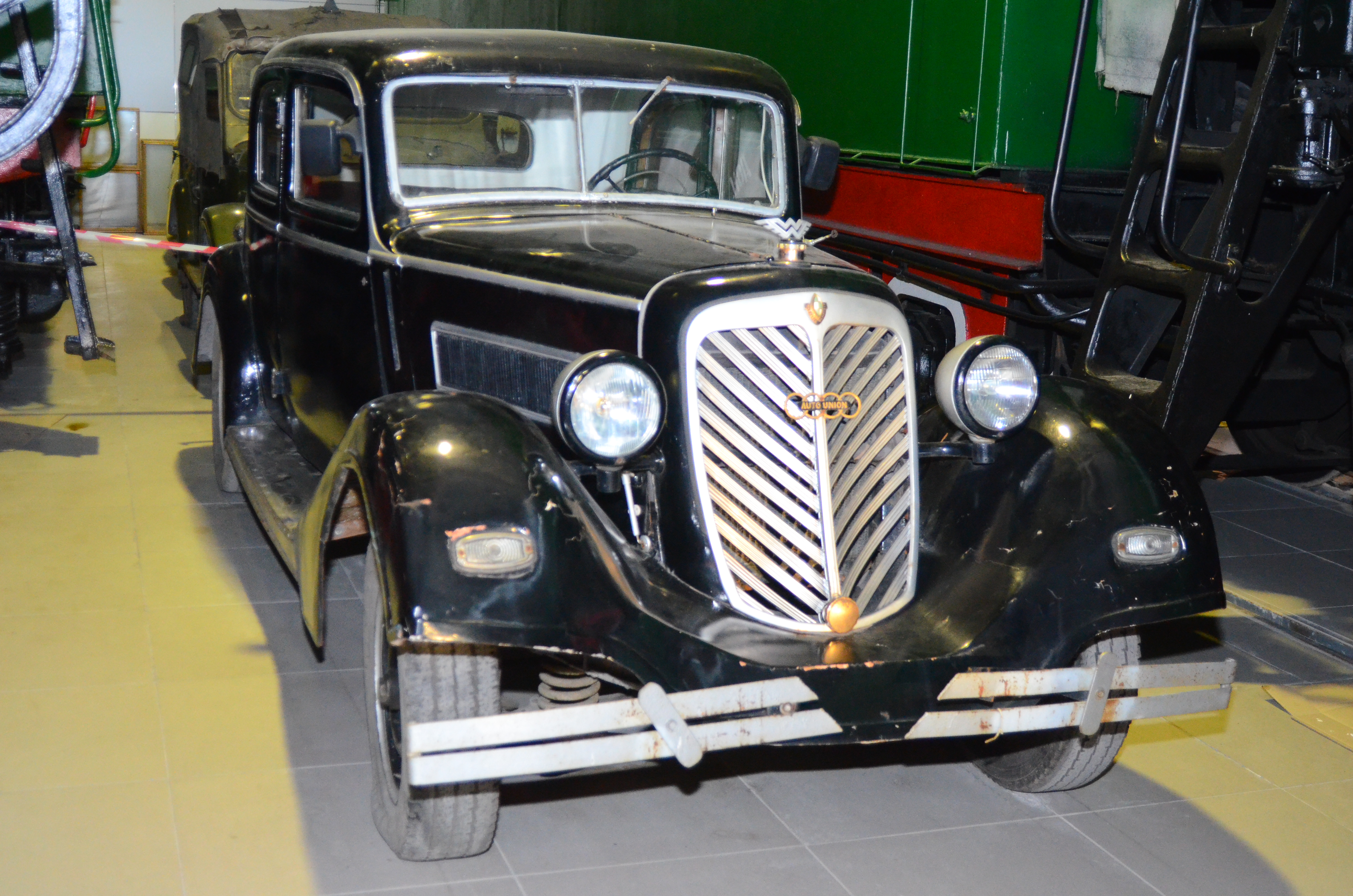
Wanderer W22 au Musée ferroviaire de Donetsk
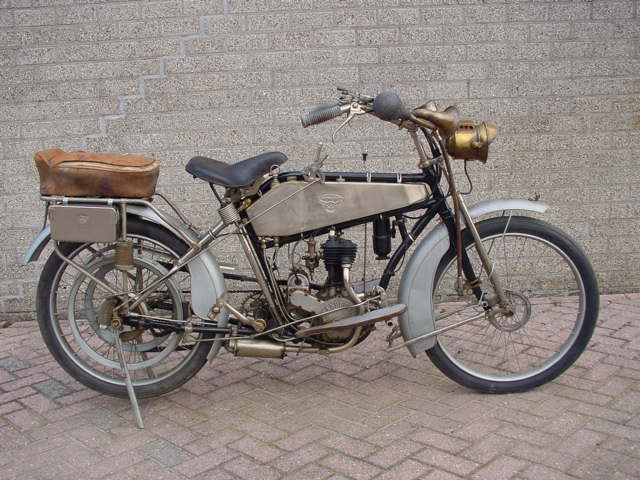
Wanderer 2 ch (1917)
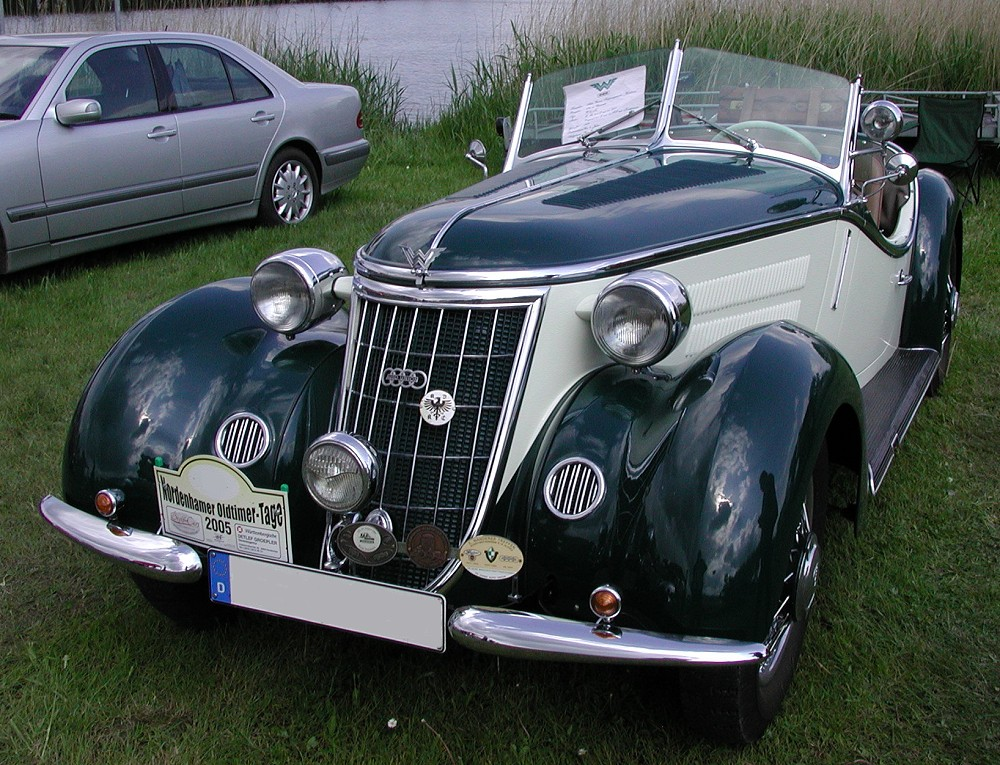
Auto Union Wanderer (1936)

## Les modèles produits par Wanderer-Werke AG
- 1914-1919 - W3 Typ 5/15 PS - moteur 4 cylindres en ligne, 1286 cm3 15 HP à 1800 tr/min - 70 km/h, 600 kg, Consommation 8-10 litres, capacité du réservoir 25 litres, Empattement 2350 mm, longueur avec capote abaissée 3500 mm, Largeur 1330 mm, hauteur 1350 mm, pneus 700x85 ou 710x90 ou 710 x 100 [4]